# Friedrich Buchwald
Friedrich Buchwald (* 29. Juli 1891 in Großenhain; † 22. Februar 1976 in Wiesbaden) war ein deutscher Politiker (SPD) und Jurist. Er war im Juli 1945 kurzzeitig Direktor des Landesamtes des Innern in der von den Amerikanern eingesetzten Provinzialregierung Thüringen.

## Leben
Buchwald, Sohn eines Tuchfabrikanten, besuchte von 1897 bis 1911 die Volksschule und Realschule in Großenhain sowie „Fürsten- und Landesschule“ in Grimma. Von 1911 bis 1914 studierte er Rechts- und Staatswissenschaften in Prag und Leipzig. Im Mai 1914 begann er seinen juristischen Vorbereitungsdienst in Ehrenfriedersdorf, bevor er nach kurzer Zeit eingezogen wurde und von 1914 bis 1918 am Ersten Weltkrieg teilnahm, zuletzt als Unteroffizier. Am 28. Juli 1919 promovierte er zum Dr. jur. an der Universität Leipzig mit der Dissertation „Die Scheckschulden nach dem deutschen bürgerlichen Gesetzbuche“. 1919/20 war er Referendar in Großenhain und Bautzen, von 1920 bis 1923 juristischer Stadtrat in Werdau. Im Juni 1921 legte er sein Assessorexamen für den höheren Verwaltungsdienst ab. 
Buchwald trat 1920 der SPD bei und war ab 1923 Erster Bürgermeister in Crimmitschau. Nach der „Machtergreifung“ der Nationalsozialisten 1933 wurde er aus politischen Gründen entlassen. Von Oktober 1935 bis Mai 1936 befand er sich in „Schutzhaft“ im KZ Sachsenburg. Von 1937 bis Februar 1938 studierte er an der Handelshochschule Leipzig mit dem Abschluss als Diplom-Steuersachverständiger. Von 1937 bis 1942 arbeitete er als Angestellter bei einem Wirtschaftsprüfer in Freiberg. Im Januar 1942 legte er ein Examen als Wirtschaftsprüfer vor der Industrie- und Handelskammer Dresden ab, im Juni 1942 ein Examen als Steuerberater an der Reichsfinanzschule Ilmenau. Von 1942 bis 1945 arbeitete er als selbstständiger Wirtschaftsprüfer und Steuerberater in Freiberg und Leipzig. 
1945 wurde Buchwald wieder Mitglied der SPD, 1946 der SED. Vom 2. Juli bis zum 20. Juli 1945 war er Regierungs- bzw. Landesdirektor des Thüringischen Landesamtes des Innern. Ab Ende Juli 1945 war er an der Ausarbeitung von Landesgesetzen beteiligt. Vom 13. November 1945 bis zum 1. Januar 1946 war er Vizepräsident des Oberlandesgericht Gera, an dem er am 29. November 1945 seine zweite juristische Staatsprüfung ablegte. Vom 1. Januar 1946 bis zum 1. September 1949 wirkte er als Präsident des Landgerichts Nordhausen, anschließend bis April 1950 als Richter am Amtsgericht Nordhausen. Am 23. April 1950 übersiedelte er nach Wiesbaden, wo er als Rechtsanwalt, Wirtschaftsprüfer und Steuerberater arbeitete. 1950 trat er dort wieder der SPD bei.

## Schriften (Auswahl)
- Gesetz, Recht, Gerechtigkeit. Landesverlag Thüringen, Weimar 1949.